# اشترنامه
اُشترنامه منظومه‌ای فارسی است در بحرِ رمل از شاعری ناشناخته. این منظومه به تصحیحِ مهدی محقّق منتشر شده است.